# M79 (astronomia)
M 79 (conosciuto anche come NGC 1904) è un ammasso globulare visibile nella costellazione della Lepre.

## Osservazione

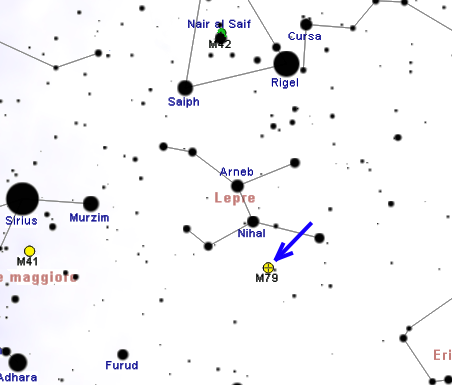
Mappa per individuare M79.

M79 è rintracciabile con una certa facilità, trovandosi a sud della stella Nihal (β Leporis), circa alla stessa distanza fra questa e Arneb (α Leporis), ma in direzione sud. Per poterla scorgere con un binocolo di media potenza come un 10x50 occorre una notte molto buia, mentre è già più semplice individuarlo con un telescopio da 80mm di apertura; in un 140mm a 25x si mostra come una macchia rotondeggiante, nella quale sono immersi alcuni minutissimi astri, che diventano oltre una cinquantina in un 200mm. Con un 300mm la risoluzione è molto avanzata, con oltre cento componenti visibili immerse in un chiarore più luminoso al centro.
M79 può essere osservata da entrambi gli emisferi terrestri, sebbene gli osservatori dell'emisfero australe siano maggiormente avvantaggiati: l'ammasso infatti si trova in una posizione tale per cui nelle regioni molto settentrionali, come la parte del Nord Europa oltre il circolo polare artico, non sia mai osservabile, mentre dalla fascia temperata resta sempre relativamente basso sull'orizzonte; dalle regioni australi invece l'oggetto si può mostrare piuttosto alto. Il periodo migliore per la sua osservazione nel cielo serale è quello compreso fra novembre e aprile.

## Storia delle osservazioni
L'ammasso fu scoperto da Pierre Méchain nel 1780 e riosservato da Charles Messier nel dicembre dello stesso anno, che nel suo catalogo lo descrive così: "Nebulosa senza stelle, situata sotto la Lepre, e sul parallelo di una stella di sesta magnitudine: vista da M. Méchain il 26 ottobre 1780...questa nebulosa è bella; il centro brillante, la nebulosità poco diffusa: la sua posizione è determinata dalla stella e della Lepre, quarta magnitudine"; tuttavia, potrebbe essere già stato osservato 120 anni prima dall'astronomo siciliano Giovan Battista Hodierna. William Herschel lo risolse con il suo potente telescopio senza difficoltà, descrivendolo come un ammasso globulare molto ricco.

## Caratteristiche
M79 si trova ad una distanza di circa 40.000 anni luce dalla Terra e 60.000 anni luce dal centro della nostra galassia. Ha un'estensione apparente di 8,7 minuti d'arco che corrispondono ad un'estensione lineare di oltre 100 anni luce. L'ammasso è moderatamente ellittico e in esso si conoscono 7 variabili. Recede rispetto a noi alla velocità di circa 185 km/s.
Così come per M54, si crede che M79 non si sia formato nella nostra Via Lattea, ma nella Galassia Nana Ellittica del Cane Maggiore, una sua galassia satellite scoperta nel 2003 che in questa epoca sta sperimentando un incontro estremamente ravvicinato con la nostra Galassia, al punto che si crede sarà difficile che in futuro potrà mantenere la sua forma intatta; c'è tuttavia un dibattito in corso sulla natura reale di questa galassia, perciò bisogna essere prudenti quando si afferma che quest'oggetto sia originario della Galassia Nana Ellittica del Cane Maggiore.

### Libri
- (EN) Stephen James O'Meara, Deep Sky Companions: The Messier Objects, Cambridge University Press, 1998, ISBN 0-521-55332-6.

### Carte celesti
- Toshimi Taki, Taki's 8.5 Magnitude Star Atlas, su geocities.jp, 2005. URL consultato il 7 novembre 2010 (archiviato dall'url originale il 5 novembre 2018). - Atlante celeste liberamente scaricabile in formato PDF.

 Tirion, Rappaport, Lovi, Uranometria 2000.0 - Volume II - The Southern Hemisphere to +6°, Richmond, Virginia, USA, Willmann-Bell, inc., 1987, ISBN 0-943396-15-8.
- Tirion, Sinnott, Sky Atlas 2000.0 - Second Edition, Cambridge, USA, Cambridge University Press, 1998, ISBN 0-933346-90-5.
- Tirion, The Cambridge Star Atlas 2000.0, 3ª ed., Cambridge, USA, Cambridge University Press, 2001, ISBN 0-521-80084-6.